# Анкілостомози
Анкілостомо́зи (також Анкілостомідози англ. ancylostomiasis; застарілі синоніми — англ. miner's anaemia, tunnel disease, brickmaker's anaemia, Egyptian chlorosis — анемія рудокопів, тунельна хвороба, анемія цегельника, єгипетській хлороз) — гельмінтози, які спричинюють нематоди — Ancylostoma duodenale (кривоголовка дванадцятипала) та Necator americanus, яких часто об'єднують під назвою «анкілостомові». Назва йде від грец. αγκύλος — «зачеплений» та грец. στόμα — «рот». Людину заражають личинки анкілостомових, які проникають в організм крізь шкіру з довкілля (ґрунт, рослини), а також можуть потрапляти із забрудненою їжею або водою. Дорослі анкілостомові мешкають переважно в дванадцятипалій кишці, присмоктуються до слизової оболонки, ушкоджують її до судин і живляться кров'ю.

## Актуальність
На анкілостомідоз та некатороз хворіє 1,05 мільярдів жителів планети. В Індії через них економічні втрати складають 842 млн. доларів США на рік. 40 млн вагітних мають анемію через ці гельмінтози.
A. duodenale поширена у всьому світі, включаючи Південну Європу, Північну Африку, Індію, Китай, Південно-Східну Азію, деякі райони Сполучених Штатів Америки, Карибського басейну та Південної Америки. Necator americanus поширений переважно на півдні США, через що гельмінт називають ще анкілостомою Нового Світу.
Анемію, спричинену анкілостомовими, вперше описав Вільгельм Ґрізінґер у Каїрі у 1852 році. Він знайшов тисячі дорослих анкілостом у тонкій кишці 20-річного солдата, який страждав від сильної діареї та анемії (на той час її називали єгипетським хлорозом). Найстарішою знахідкою є виявлення анкілостомових у фекальному матеріалі з Бразилії, який датується близько 7230±80 років тому.

## Етіологія

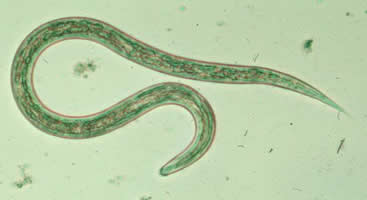
Личинка A. duodenale

Ancylostoma duodenale та Necator americanus здатні окрім людей паразитувати у собак і котів, де вони здатні спаровуватися і дозрівати. Вони належать до діеційних видів.
A. duodenale — невеликий гельмінт, який має циліндричну форму, сірувато-білого забарвлення. Має дві вентральні пластинки на передньому краї щічної капсули. Кожна з них має два великих зуба, які зрощені своїми основами. У глибині щічної капсули можна знайти пару дрібних зубців. Довжина самців 8–11 мм з копулятивною бурсою на задньому кінці. Довжина самки 10–13 мм, вульва розташована на задньому кінці. Самки можуть відкладати від 10 000 до 30 000 яєць на добу. Середня тривалість життя самки A. duodenale становить один рік. Існує чотири личинкові стадії, і ниткоподібні личинки покриті оболонкою, оскільки вони зберігають кутикулу попередньої стадії розвитку після линьки. Після того, як ниткоподібні «інфекційні» личинки проникають в неушкоджену шкіру (найчастіше через стопи) вони потрапляють у кровоток. Потім переносяться до легень, в альвеолах вивільняються внаслідок розриву капілярів, піднімаються по бронхах і трахеї, відкашлюються і проковтуються в тонку кишку, де дозрівають пізніше до дорослих особин головним чином у дванадцятипалої кишки, де вони прикріплюються до ворсинок, і самиці можуть відкладати 25 000 яєць на день. Яйця виділяються з калом і залишаються на ґрунті. При відкладенні на теплий вологий грунт личинка швидко розвивається в яйці й вилуплюється через один-два дні. Ця рабдитиформна личинка двічі линяє в ґрунті та стає проникаючою через шкіру інфекційною личинкою третьої стадії впродовж 5–10 днів. Ці інфекційні ниткоподібні личинки здатні відчувати коливання ґрунту, тепло чи вуглекислий газ, й використовувати дендритні процеси, подібні до війок, як термосенсорні, хемосенсорні та механосенсорні рецептори для міграції до майбутнього хазяїна. Потім ниткоподібні личинки можуть проникнути через відкриту шкіру іншого організму та розпочати новий цикл зараження. A. duodenale також може передаватися перорально через ковтання ниткоподібних личинок. Яйця A. duodenale і N. americanus неможливо відрізнити. Личинки не можуть бути виявлені в зразках калу, якщо їх не залишити при температурі навколишнього середовища протягом доби або більше.
N. americanus морфологічно має багато спільних рис з A. duodenale. Самці зазвичай завдовжки 7-9 мм, тоді як самки приблизно 9-11 мм. Типова тривалість життя цих паразитів становить 3-5 років. Вони можуть виробляти від 5 000 до 10 000 яєць на день.

## Епідеміологічні особливості
Зараження людини анкілостомозом і некаторозом відбувається внаслідок проникнення в незахищену шкіру кінцівок інвазійних личинок у момент контакту з ними. Внаслідок дотику підошов людини до зараженого грунту личинки, які активуються теплом людського тіла, проштрикують шкіру. Згодом через кровоносні судини вони мігрують до правого шлуночка серця, звідти через легеневу артерію потрапляють до капілярів легень. Розриваючи їхні стінки, личинки проникають в альвеоли, потім по дихальним шляхам в глотку, зрештою під час ковтання опиняються в дванадцятипалій і порожнистій кишках. Якщо ж личинки потрапляють в організм через рот внаслідок проковтування з їжею, то в цьому випадку вони через слизову оболонку ротової порожнини проникають в кровоносну систему, а зрештою здійснюють вищеописаний шлях. Реалізується контактний механізм передачі інфекції. Через активність личинок та їхнє виповзання з ґрунту на траву можливе зараження через верхні відкриті ділянки кінцівок, навіть якщо на стопах є взуття.
Ці гельмінти за відсутності належного епідеміологічного нагляду можуть створювати осередки інвазії у підземних шахтах зі здобуття корисних викопних й у помірному кліматі, тому що всередині копалень стала висока температура, яка сприяє розвитку цих гельмінтів. Станом на початок 2020-х років на території України відомих осередків цих інвазій не було. Проте ці гельмінтози можуть передатися мандрівникам у місцях природної інвазії. У Сполучених Штатах Америки 95 % випадків анкілостомозу людини спричинені N. americanus, переважно у дітей молодшого шкільного віку в економічно неблагополучних сільських районах.

## Патогенез
Дорослі гельмінти мешкають у тонкій кишці, найбільше у її частині — дванадцятипалій кишці, де харчуються кров'ю, через що швидко виникає анемія. Дорослі гельмінти, використавши кутикулярні зуби, глибоко проникають своїм переднім кінцем до слизової оболонки кишки і висмоктують кров. При цьому випускають сильний антикоагулянт, який підтримує кровотечу із зруйнованих капілярів. Гельмінти змінюють своє розташування у кишці кожні 4–8 годин, спричинюючи виникнення ерозій, виразок і хронічних тривалих кровотеч.
На ранній стадії ураження провідне значення в розвитку хвороби належить сенсибілізації антигенами гельмінтів та травмуючій дії їхніх личинок. Проникнення тих через шкіру супроводжується розвитком дерматиту, особливо при суперінвазії: розвиваються кропив'янка, локальний набряк. Личинки, які мігрують, ушкоджують структури дихальних шляхів, де формуються еозинофільний інфільтрат, крововиливи, вогнищева пневмонія. Проникнення личинок в тонку кишку призводить ще й до катарального запалення слизової оболонки з її еозинофільною інфільтрацією, що спричинює появу у фекаліях великої кількості кристалів Шарко-Лейдена і еозинофілів. Також в розвитку хвороби велике значення мають імунопатологічні механізми.

## Клінічні ознаки
Інкубаційний період триває кілька тижнів — кілька місяців, в середньому — 40–60 діб. Першим проявом хвороби, як правило, є дерматит, відомий під назвою «земляна короста». Виникає сильне свербіння шкіри, печіння, набряк тканин, еритема, а згодом — папуло-везикулярний висип. Ці ознакир тримаються протягом 2 тижнів. Внаслідок розчухів можливе вторинне інфікування шкіри бактеріями.
Згодом з'являється сухий кашель, осиплість голосу, біль в горлі, гарячка, напади задухи. Наряду з цим у частини хворих є біль в животі, діарея, іноді з домішками слизу та крові. У певної частки хворих формується гіпохромна залізодефіцитна анемія. Їх турбує головокружіння, стомлюваність, сонливість, слабкість, шум в ухах, часті серцеві скорочення. Дефіцит заліза призводить до виникнення ангулярного стоматиту, глоситу. Нігті стають крихкими та тонкими. Низький рівень гемоглобіну сприяє формуванню серцевої недостатності й створює умови для бактеріальних суперінфекцій.
Хворі маленькі діти можуть відставати у фізичному і розумовому розвитку.

## Лікування
Призначають, як й при інших гельмінтозах, які спричинюють круглі черви, мебендазол та альбендазол. Мебендазол застосовують по 0,1 г 2 рази на день через 1 годину після прийому їжі 3 дні поспіль. Альбендазол застосовують по 0,4 г на добу одноразово або у 2 прийоми після вживання їжі. Повторюють через 3 тижні. Своєчасно розпочате лікування звичайно забезпечує повне видужання.
Ці препарати є ефективними, недорогими і мають незначні побічні ефекти, через що можливе їхнє застосування навіть немедичним персоналом (зокрема, вчителями). Альбендазол і мебендазол ВООЗ передає національним міністерствам охорони здоров'я через ВООЗ у всіх ендемічних країнах для лікування всіх дітей шкільного віку.
Альтернативним засобом є пірантел, який призначають із розрахунку 20 мг/кг маси тіла на добу в 1–2 прийоми протягом 3 діб.
При анемії необхідне призначення препаратів заліза.

## Профілактика
Боротьба з анкілостомозами має бути спрямована на зменшення рівня забруднення довкілля. Лікування інфікованих людей — один із способів зменшити осередок забруднення. В ендемічних регіонах проводяться періодичні планові обстеження деяких груп населення, і якщо рівень зараженості перевищує 10%, двічі на рік проводять суцільну дегельмінтизацію. Іншими методами є покращення доступу до адекватної санітарії.